# 3056 INAG
A 3056 INAG (ideiglenes jelöléssel 1978 VD1) a Naprendszer kisbolygóövében található aszteroida. Kōichirō Tomita fedezte fel 1978. november 1-én.